# Kuniaki Koiso
Kuniaki Koiso (22 de Março de 1880 — 3 de Novembro de 1950) foi um militar e político do Japão. Ocupou o lugar de primeiro-ministro do Japão de 22 de julho de 1944 a 7 de abril de 1945.

## Carreira
Koiso nasceu em Utsunomiya, na região de Tochigi, na parte central do Japão Imperial. Militar de carreira, Koiso era um ardente partidário do Xintoísmo de Estado juntamente com Heisuke Yanagawa, que dirigiu a associação de ajuda do Governo Imperial. Restaurou os ritos sagrados antigos no rio Sukumo, perto de Hakone, o "Rito preliminar Misogi".
Sua carreira como comandante militar começou no ano de 1900, quando se formou na Academia Imperial e ingressou como oficial no Exército Imperial Japonês, chegando a patente de general em 1937, ascendendo em posições burocráticas como Vice-ministro da Guerra e chefe do estado-maior no Exército de Guangdong. Em 1935, ele se tornou comandante do Chōsen-gun, o exército japonês estacionado na Coreia. Koiso deixou o serviço ativo em julho de 1938. De abril a agosto de 1939, ele serviu no gabinete do primeiro-ministro Hiranuma Kiichirō como Ministro de Assuntos Coloniais. Ele voltou ao mesmo posto novamente de janeiro a julho de 1940 sob o governo Yonai. Koiso foi nomeado Governador-Geral da Coreia, sucedendo Jirō Minami, de maio de 1942 a 1944, período durante o qual ganhou o apelido de "O Tigre da Coreia" por sua aparência e não por suas proezas militares. Koiso continuou as políticas linha dura de seu antecessor, como impor o altamente impopular recrutamento militar universal aos coreanos, que os forçou muitos a pegar armas contra os japoneses, em 1 de agosto de 1943. Ele se opunha firmemente ao movimento de independência coreano.

### Primeiro-ministro
Koiso foi apontado como primeiro-ministro após a renúncia de Hideki Tojo em 18 de julho de 1944. Nesse momento, após a queda de Saipan, parecia ficar mais óbvio que a guerra estava perdida para o Japão. Koiso, contudo, continuava a acreditar que uma vitória numa batalha derradeira contra os Estados Unidos poderia forçar os americanos a negociar. Porém seus planejamentos eram frustrados por um gabinete que não o respeitava e, acima de tudo, a constante rivalidade entre o exército e a marinha. Isso ficou bem óbvio na Campanha das Filipinas (1944–1945), onde Koiso esperava infligir uma grande derrota aos Estados Unidos. Contudo, mais uma vez, marinha e exército não se entendiam e tão pouco colaboravam. Para sanar isso, Koiso pretendia criar o Supremo Chefe de Gabinete (最高幕僚長) e o Conselho Supremo de Orientação de Guerra (最高戦争指導会議), mas o exército continuava a exigir supremacia e a marinha, embora tivesse sofrido grandes perdas, ainda insistia em igualdade.
No final de outubro de 1944, a marinha japonesa foi destruída na Batalha do Golfo de Leyte, onde eles perderam 28 grandes navios (incluindo quatro porta-aviões e três couraçados) e mais de 300 aviões (junto com seus últimos pilotos de elite). O primeiro-ministro pretendia enviar então o Príncipe Konoe para a Suécia e para a Suíça para negociar a paz, mas isso não foi adiante. No final de 1944 e no começo de 1945, os japoneses continuaram a sofrer uma série de derrotas. Manila e Iwo Jima caíram em março e em abril os Estados Unidos invadiram a ilha de Okinawa. O que sobrou da frota da Marinha Imperial Japonesa, incluindo o couraçado Yamato, foi aniquilada na Operação Ten-Go, em 7 de abril. Nesse mesmo dia, Koiso renunciou ao cargo de primeiro-ministro.
Após a Segunda Guerra Mundial, Koiso foi preso pelas potências de ocupação aliadas e julgado pelo Tribunal Militar Internacional para o Extremo Oriente por crimes de guerra. Depois de uma condenação como criminoso de Classe A, recebeu uma pena de prisão perpétua. O Tribunal citou especificamente o papel decisivo de Koiso no início das guerras contra a China e os aliados: "Além disso, apesar do facto de Kuniaki Koiso não ter sido diretamente responsável por crimes de guerra cometidos pelo exército japonês, não tomou nenhuma medida para os evitar nem castigar os perpetradores quando, como primeiro-ministro, estava em seu poder fazê-lo." Koiso morreu na prisão de Sugamo em 1950.